# Ново (Поречье-Рыбное сельское поселение)
Ново — деревня в Ростовском районе Ярославской области. Входит в состав сельского поселения Поречье-Рыбное.

## География
Находится в юго-восточной части Ярославской области, примыкая с запада к поселку Поречье-Рыбное.

## История
Деревня была отмечена еще на карте 1798 года. В 1898 году здесь (деревня Ростовского уезда Ярославской губернии) было учтено 18 дворов, в 1941 — 13.

## Население
Численность населения: 26 человек (русские 96 %) в 2002 году, 10 в 2010.